# نزیه سلیم
نزیه سلیم (۱۹۲۷ – ۱۵ فوریه ۲۰۰۸) هنرمند زن نقاش، معلم هنر و نویسنده اهل عراق بود. او یکی از تأثیرگذارترین هنرمندان عرصه هنر معاصر عراق بود. او با ضربه‌های قلم مو و رنگ‌های زنده اغلب زنان روستایی عراق و زندگی دهقانی را در آثارش به‌تصویر می‌کشید. که توسط رئیس‌جمهور اسبق این کشور، جلال طالبانی، به عنوان «اولین زن عراقی که ستون‌های هنر معاصر عراق را نگاه داشت» توصیف کرد.

## زندگی
سلیم در خانواده ای هنرمند و عراقی در ترکیه به دنیا آمد. پدرش نقاش و مادرش گلدوزی ماهر بود. هر سه برادر او به هنر اشتغال داشتند، از جمله جواد، که در سطح گسترده به عنوان یکی از تأثیرگذارترین مجسمه سازان عراق شناخته می‌شود.
سلیم در مؤسسه هنرهای زیبای بغداد ثبت نام کرد و در آنجا نقاشی خواند و با درجه ممتاز فارغ‌التحصیل شد. او به دلیل سخت کوشی و علاقه به هنر، یکی از اولین زنانی بود که برای ادامه تحصیل در پاریس در دانشکده ملی هنرهای زیبا (École Nationale Supérieure des Beaux-Arts) بورسیه تحصیلی دریافت کرد. سلیم زمانی که در پاریس بود، در نقاشی دیواری و فرسکو تخصص یافت. پس از فارغ‌التحصیلی، چندین سال دیگر را در خارج از کشور گذراند و در هنر و فرهنگ غوطه‌ور شد.
سلیم سرانجام به بغداد بازگشت تا در مؤسسه هنرهای زیبا کار کند و تا زمان بازنشستگی در آنجا تدریس کند. او در جامعه هنری عراق و یکی از اعضای بنیانگذار الرواد، جامعه هنرمندانی که در خارج از کشور تحصیل می‌کنند و تکنیک‌های هنری اروپایی را در زیبایی‌شناسی عراق می‌گنجاند، فعال بود. سلیم بعداً در زندگی حرفه‌ای‌اش کتاب عراق: هنر معاصر را نوشت که منبع مهمی برای توسعه اولیه جنبش هنر مدرن عراق است.
آثار هنری نزیه سلیم در موزه هنر شارجه و آرشیو هنر مدرن عراق به‌نمایش درآمده است.